# Albert - Warum?
Albert - Warum? é um filme de drama da Alemanha.

## Resumo
Um filme especialmente forte e um drama puro na boa tradição dos filmes da pátria de Josef Rödl que, com este filme de exame, conseguiu a projecção imediata nos cinemas.
Um robusto gago de uma aldeia é isolado pela comunidade, mas apesar da sua incapacidade cerebral sente a necessidade de amor e afecto que a aldeia não lhe dá. Albert acaba por pendurar-se na torre da igreja, um fim dramático.

## Elenco
- Fritz Binner
- Michael Eichenseer
- Elfriede Bleisteiner
- Georg Schieszl

## Ficha técnica
- Direcção: Josef Rödl